# XXII. Gebirgs-Armeekorps
XXII. Gebirgs-Armeekorps var en tysk armékår för strid i bergsterräng under andra världskriget. Kåren sattes upp den 12 augusti 1943.

## Befälhavare
Kårens befälhavare:
- General der Gebirgstruppe Hubert Lanz 25 augusti 1943–7 maj 1945

Stabschef:
- Oberst Albert Dietl 15 augusti 1943–25 januari 1944
- Oberst Ulrich Bürker 25 januari 1944–10 augusti 1944
- Oberstleutnant Herbert Geitner 10 augusti 1944–1 maj 1945